# Cymodoceaceae
Die Tanggrasgewächse (Cymodoceaceae) sind eine Pflanzenfamilie in der Ordnung der Froschlöffelartigen (Alismatales) innerhalb der Einkeimblättrigen Pflanzen (Monokotyledonen). Sie gedeihen in tropischen bis warm-gemäßigten Meeren rund um die Welt, ein Schwerpunkt sind die Meere rund um Australien. Sie wachsen wie Teppiche auf sandigem bis schlickigem Meeresgrund. Die Arten dieser Familie werden, wie Arten in verschiedenen Gattungen und Familien in der Ordnung der Froschlöffelartigen auch „Seegras“ genannt.

## Beschreibung

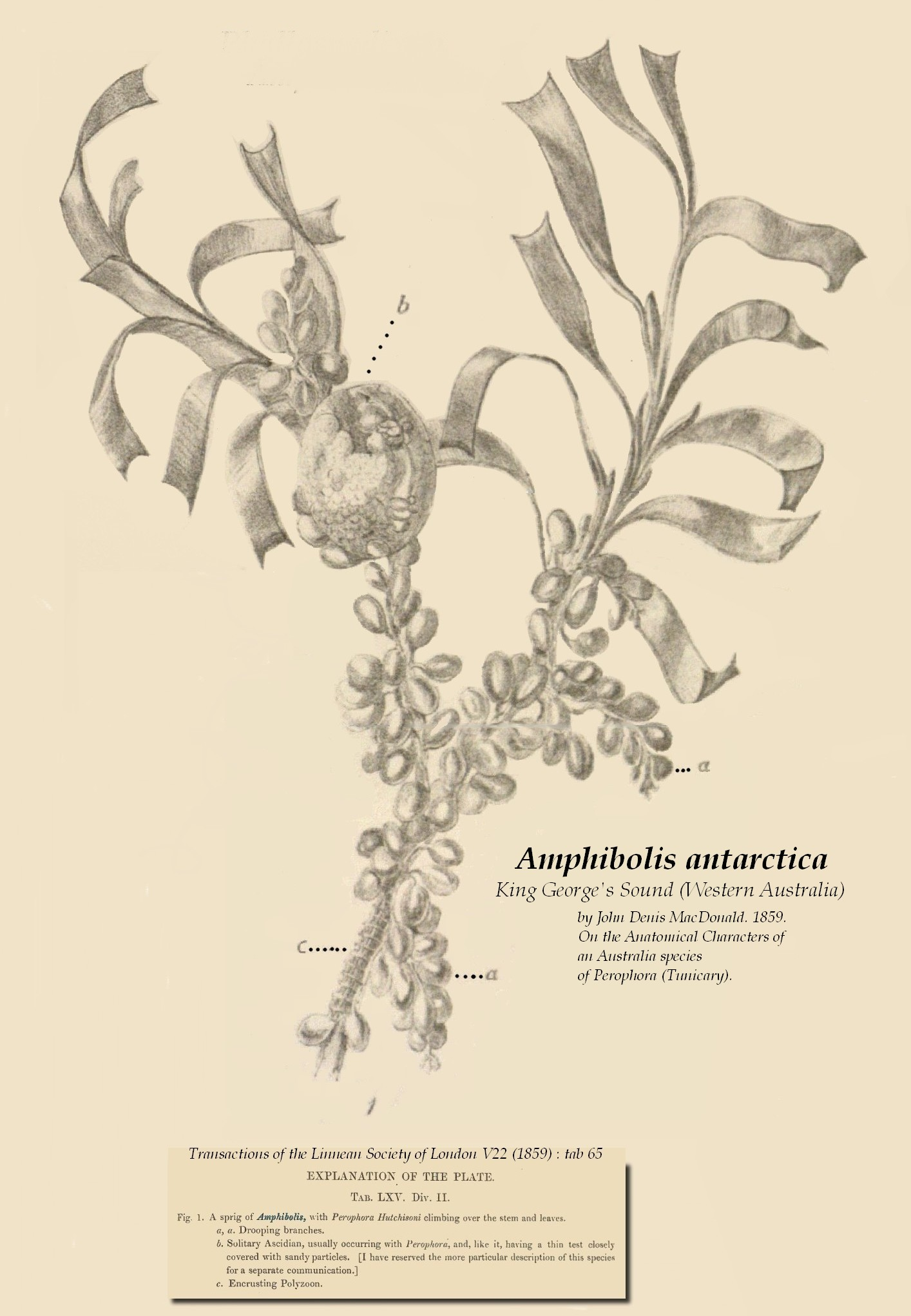
Illustration von Amphibolis antarctica

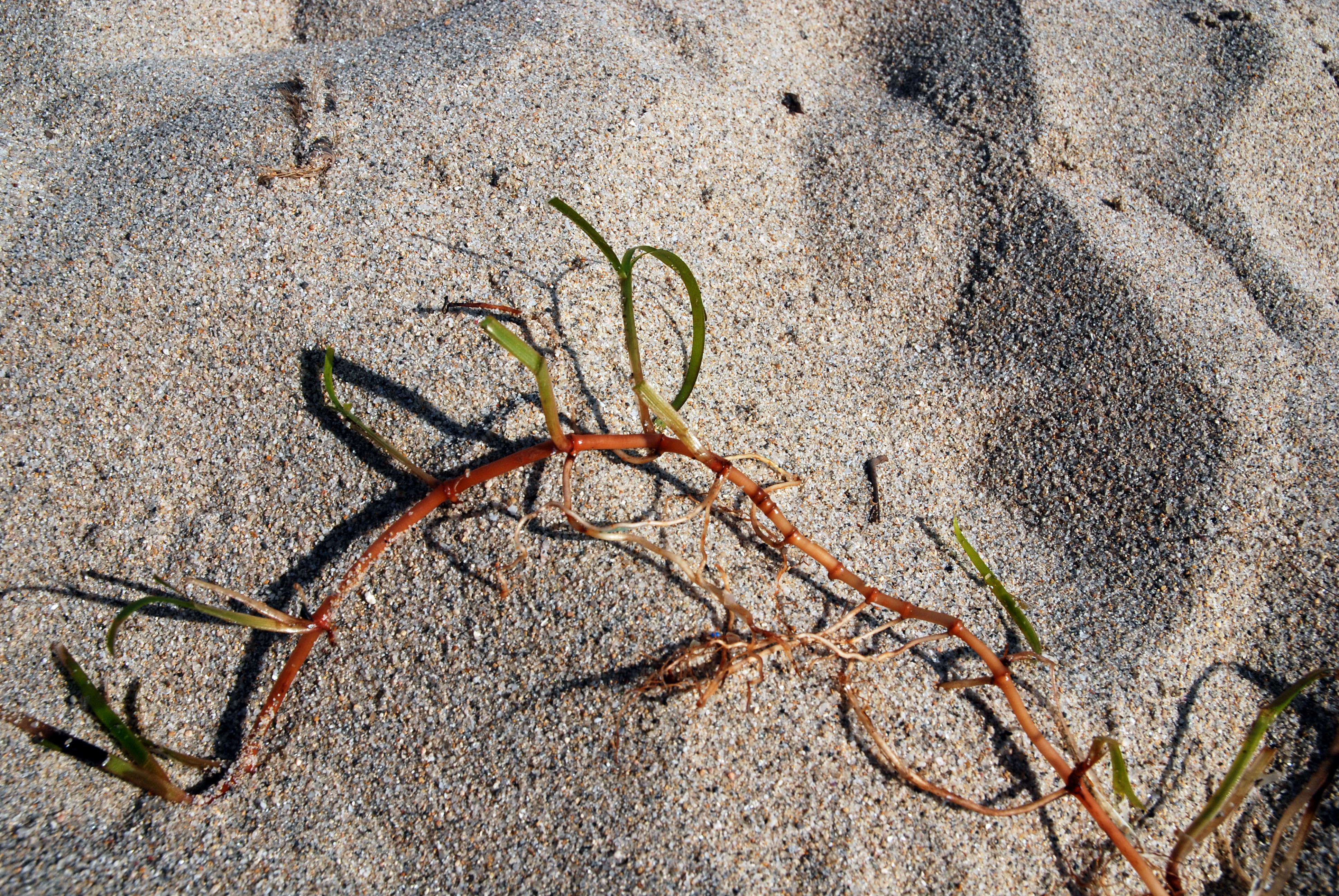
Cymodocea nodosa

### Erscheinungsbild und Blätter
Es sind ausdauernde, krautige Pflanzen. Sie wachsen unter Wasser (submers) und besitzen ein kriechendes, schlankes Rhizom mit Wurzeln, mit denen sie im Meeresgrund verankert sind. Die Stängel sind relativ kurz.
Die wechselständig und zweizeilig oder spiralig bis fast gegenständig angeordneten oder an den Nodien zusammenstehenden Laubblätter sind ungestielt. Es ist eine erkennbare Blattscheide vorhanden. Die einfache, längliche und meist linealische Blattspreite ist parallelnervig mit auffälligem Hauptnerv.

### Blütenstände und Blüten
Sie sind meist zweihäusig getrenntgeschlechtig (diözisch). Anders als bei der Mehrheit der Froschlöffelartigen ist an den zymösen Blütenständen keine Spatha (einzelnes Hochblatt) vorhanden. Bei einigen Arten stehen die Blüten einzeln.
Die relativ kleinen, stark reduzierten Blüten sind immer eingeschlechtig. Blütenhüllblätter sind keine vorhanden. In den gestielten, männlichen Blüten befinden sich zwei, ein oder drei Staubblätter ohne Staubfäden und manchmal drei Schuppen. In den ungestielten, weiblichen Blüten können reduzierte Blütenhüllblätter vorhanden sein, die als der freie Segmente oder becherförmig ausgebildet sind. Die zwei freien (apokarpen), oberständigen Fruchtblätter enthalten jeweils nur eine hängende Samenanlage. Die zwei Griffel enden jeweils in einer fadenförmigen Narbe. Die Bestäubung erfolgt über das Wasser.

### Früchte und Samen
Die Früchte können unterschiedlich gestaltet sein (nussförmig), enthalten immer nur einen einzigen Samen. Die Samen enthalten kein Endosperm.

### Chromosomenzahlen
Die Chromosomengrundzahl beträgt x = 7. 

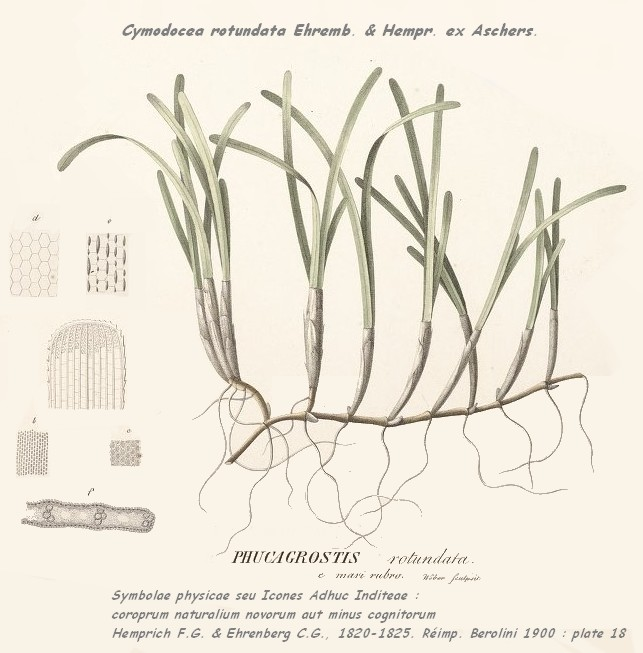
Illustration von Cymodocea rotundata

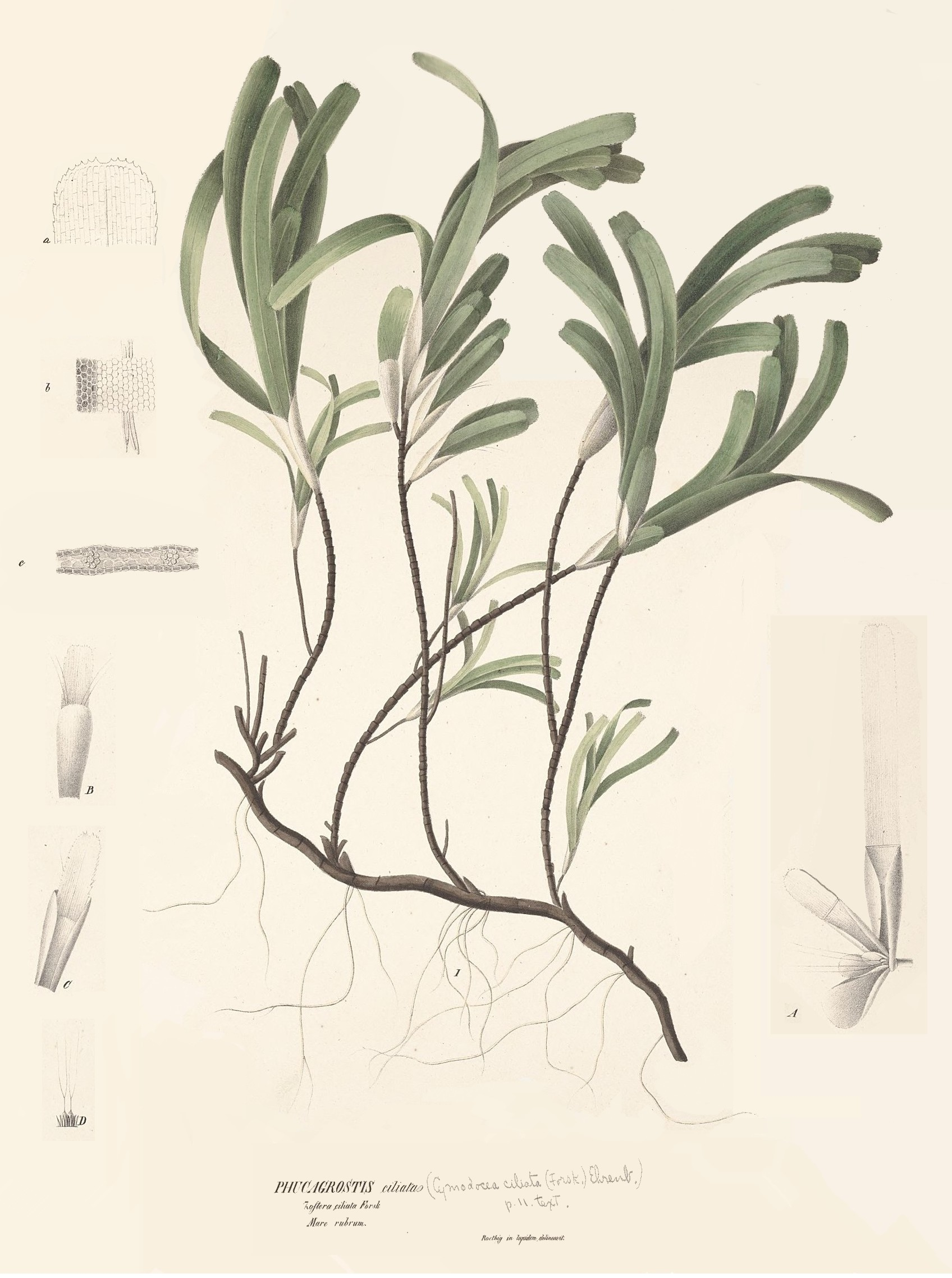
Illustration von Thalassodendron ciliatum

## Systematik
Die Familie Cymodoceaceae wurde 1895 von Sydney Howard Vines aufgestellt. Typusgattung ist Cymodocea K.D.Koenig.
Die Familie Cymodoceaceae enthält nur sechs Gattungen mit etwa 16 Arten:
- Amphibolis C.Agardh: Die nur zwei Arten gedeihen an den westlichen sowie südlichen Küsten Australiens:[6]
  - Amphibolis antarctica (Labill.) Asch.
  - Amphibolis griffithii (J.M.Black) Hartog
- Cymodocea K.D.Koenig (Syn.: Phycoschoenus (Asch.) Nakai): Die seit 2018[7] nur noch etwa drei Arten (früher vier bis sieben Arten) gedeihen an den Küsten der Alten Welt.[6] Nur eine Art (Cymodocea nodosa) kommt auch in Europa vor.
  - Cymodocea angustata Ostenf.: Sie kommt nur an den nordwestlichen Küsten Australiens vor.[6]
  - Tanggras (Cymodocea nodosa (Ucria) Asch.): Es kommt an den Küsten des tropischen Westafrika, des Mittelmeeres und von Makaronesien vor.[6]
  - Cymodocea rotundata Asch. & Schweinf.: Sie kommt von den Küsten des Roten Meeres bis Madagaskar und des tropischen Asien bis zum westlichen Pazifik vor.[6]
- Halodule Endl. (Syn.: Diplanthera Thouars non Gleditsch): Die sechs bis sieben Arten gedeihen in tropischen bis subtropischen Meeren.[6]
- Oceana Byng & Christenh.: Sie wurde 2018 aufgestellt und enthält nur eine Art:[7]
  - Oceana serrulata (R.Br.) Byng & Christenh. (Syn.: Cymodocea serrulata (R.Br.) Asch. & Magnus): Sie gedeiht an den Küsten vom Roten Meer bis Madagaskar und vom tropischen Asien bis zu den Inseln des südwestlichen Pazifik.[6]
- Syringodium Kütz. (Syn.: Phycoschoenus (Asch.) Nakai): Von den nur zwei Arten kommt eine im Karibischen Meer und eine im tropischen Westpazifik sowie im Indischen Ozean von Ägypten bis Mosambik vor.[6]
- Thalassodendron Hartog: Es waren ursprünglich nur zwei Arten, bis 2012 eine weitere Art erstbeschrieben wurde,[6] sie gedeihen an den Küsten des Roten Meeres sowie des Indischen Ozeans und Australiens sowie Palaus.
  - Thalassodendron ciliatum (Forssk.) Hartog: Sie gedeiht von den Küsten des Roten Meeres bis zum westlichen Indischen Ozean und Palau.[6]
  - Thalassodendron leptocaule Maria C.Duarte, Bandeira & Romeiras: Sie wurde 2012 erstbeschrieben und gedeiht an den Küsten des Indischen Ozeans von Mosambik bis KwaZulu-Natal.[6]
  - Thalassodendron pachyrhizum Hartog: Sie gedeiht nur an der Westküste von Western Australia.[6]